# Resolució 1129 del Consell de Seguretat de les Nacions Unides
La Resolució 1129 del Consell de Seguretat de les Nacions Unides fou adoptada el 12 de setembre de 1997. Després de recordar totes les anteriors resolucions sobre Iraq, incloses les resolucions 986 (1995) i 1111 (1997) referides al programa Petroli per Aliments, el Consell va decidir que les disposicions de la resolució 1111 romandrien en vigor, però va permetre disposicions especials per permetre a l'Iraq vendre petroli en un marc de temps més favorable.
El 8 de juny de 1997, el Consell de Seguretat va ampliar el programa Petroli per Aliments Iraq durant 180 dies addicionals. Es va prendre nota de la decisió del Govern de l'Iraq de no exportar petroli o productes derivats del petroli a partir del 8 de juny i 13 d'agost de 1997 i preocupat pels efectes humanitaris resultants sobre el poble iraquià a causa d'un dèficit d'ingressos per vendes de petroli. El Consell era decidit a evitar un major deteriorament de la situació humanitària.
Actuant sota el Capítol VII de la Carta de les Nacions Unides, els països van ser autoritzats a importar petroli i productes derivats del petroli de l'Iraq durant 120 dies a partir del 8 de juny, que no excedissin de mil milions de dòlars EUA. A partir del 4 d'octubre de 1997, hi haurà un període de 60 dies en què es autoritzin noves importacions, que no superessin els mil milions de dòlars EUA.
Es va donar la benvinguda a la intenció del secretari general Kofi Annan de seguir les observacions sobre les necessitats dels grups vulnerables a l'Iraq i la resposta del govern iraquià a ells. Es van demanar esmenes al pla de manera adequada abans de comprar articles que no figurin en la llista.
Rússia es va abstenir en la votació de la Resolució 1129, que va ser aprovada pels altres 14 membres del Consell, afirmant que el text va ser aprovat precipitadament i que no totes les opinions es van reflectir en la resolució.